# Університет Ісландії
Університет Ісландії (ісл. Háskóli Íslands) — державний університет, заснований 17 червня 1911 року в Рейк'явіку, столиці Ісландії.
Зазвичай на 11 факультетах університету навчається близько 16 тисяч студентів, зокрема понад 400 осіб на докторських студіях. У роботі університету задіяно бл. 2,5 тис. співробітників, зокрема бл. 1 тис. наукових працівників, тобто це найбільший працедавець у країні.
Упродовж перших 29 років свого існування університет перебував у будівлі ісландського парламенту Альтинґсгусіді (Alþingishúsið) у центрі Рейк'явіка. 1933 року університет отримав дозвіл від парламенту на проведення грошової лотереї, прибутки з якої пішли на будівництво нових університетських об'єктів. 1940 року університет було перенесено до головного будинку на вулиці Судурґата, де нині розташовано головний корпус вишу.
Університет проводить дослідження з багатьох гуманітарних та природничих наук. Інститут Арні Маґнуссона, що функціонує при університеті, містить велику колекцію рукописів ісландської літератури. Також в університеті зберігається велика база кліматологічних, гляціологічних, сейсмологічних та геотермальних даних, а також результати переписів населення острова з 1703 року.

## Відомі випускники
- Аустраудюр Ейстейнссон — ісландський філолог